# Fernando Cabeza Quiles
Fernando Cabeza Quiles (n. Ponferrada; 1953) es un polígrafo español, afincado en Carballo (La Coruña) que destaca por su obra sobre la toponimia de Galicia. Colabora en prensa y radio.

## Obra en gallego

### Toponimia
- Os nomes de lugar: topónimos de Galicia: a súa orixe e o seu significado. Vigo. Ediciones Xerais. 1992, 561 págs ISBN 84-7507-688-2.
- Os nomes da terra: topónimos galegos. Noya. Toxosoutos. 2000, 480 págs ISBN 84-89129-97-5.
- Toponimia de Galicia. Vigo. Editorial Galaxia. 2008, 703 págs ISBN 978-84-9865-892-1.
- A Toponimia celta de Galicia. Noya. Toxosoutos. 2014, 526 págs ISBN 978-84-942224-4-3.
- Toponimia da Estrada. Real Academia Galega-Asociación Galega de Onomástica. 2018, ISBN 978-84-947823-6-7
- Toponimia de Carballo. Real Academia Galega-Asociación Galega de Onomástica. 2020, ISBN 978-84-17807-05-4
- Toponimia de Ribeira. Real Academia galega-Asociación Galega de Onomástica. 2022, ISBN 978-84-17807-23-8

### Ensayo
- Galegos en las Alpujarras granadinas. Noya. Toxosoutos. 2003 ISBN 84-95622-81-5.
- Galicia, o galego e os galegos. Noya. Toxosoutos. 2016 ISBN 978-84-945483-6-9.

### Relatos
- O segredo dos zapatos e outros contos. Santiago de Compostela. Noroeste. 1996 (con ilustraciones de Ángel Cabeza Quiles) ISBN 84-921561-8-X.[1] Reeditado en 2021 por Edicións Embora. Ferrol (con ilustraciones de Mon Lendoiro) ISBN 978-84-17824-50-1[2]
- Chamáchesme moreniña: noticias fantásticas. Noya. Toxosoutos. 2000 ISBN 84-89129-89-4.
- Domingo de resurrección. Noya. Toxosoutos. 2005 ISBN 84-96259-66-8.
- Contos azuis. Vigo. Editorial Galaxia. 2009 ISBN 978-84-9865-198-0.

### Poesía
- AA. VV., Nós. Corcubión. Ayuntamiento de Corcubión. 1997.
- AA. VV., Rumbo ás illas. Puenteceso. Asociación Cultural Monte Branco, O Couto, Puenteceso. 1997.

### Varios
- As preocupacións mariñeiras no folklore popular, en Coloquio de Etnografía Marítima (Santiago, 1984). Santiago de Compostela. Consejería de Pesca de la Junta de Galicia. 1988, págs. 149-161.
- A toponimia dalgunhas romarías galegas, un exemplo de etnolingüística, en As Linguas e as Identidades, Universidad de Santiago de Compostela. 1997, págs. 291-294.
- Sobre o nome da Estrada, en A Estrada. Miscelánea histórica e cultural, Museo do Pobo Estradense "Manuel Reimóndez Portela", n.º 4, 2001, págs. 11-22.
- Borobó en Bergantiños, en Homenaxe a Borobó. Sada. Edicións do Castro. 2003, págs. 111-115.
- As pegadas xacobeas do concello da Estrada (I), en A Estrada. Miscelánea histórica e cultural, Museo do Pobo Estradense "Manuel Reimóndez Portela", n.º 14, 2011, págs. 199-223.
- As pegadas xacobeas do concello da Estrada (e II), en A Estrada. Miscelánea histórica e cultural, Museo do Pobo Estradense "Manuel Reimóndez Portela", n.º 15, 2012, págs. 261-281.
- Meavía, A Estrada e outros topónimos viarios e xacobeos de Tabeirós-Terra de Montes, en A Estrada. Miscelánea histórica e cultural, Museo do Pobo Estradense "Manuel Reimóndez Portela", n.º 16, 2013, págs. 107-126.

## Obra en castellano

### Ensayo
- Gallegos en las Alpujarras granadinas. Noya. Toxosoutos. 2005 ISBN 84-96259-78-1.
- Galicia, lo gallego y los gallegos. La Coruña. Editorial Medulia. 2022 ISBN 978-84-125532-4-6.

### Varios
- Los topónimos Carregal, Carracedo y Carrizal, en El Museo de Pontevedra XXXVII. Diputación Provincial de Pontevedra, Consejo Superior de Investigaciones Científicas. 1983, págs. 423-427.
- El caballo en las peregrinaciones a Compostela, en Galicia en Madrid, n.º 3, julio-agosto de 1992, págs. 16-17.